# Bitwoded
Bitwoded (äthiop. ቢትወደድ) ist einer der ältesten  Titel für weltliche Würdenträger am Hof der Kaiser von Äthiopien. Er wurde vom Kaiser nur an ihm vertraute und nahestehende Persönlichkeiten verliehen. Die Träger dieses Titels hatten große Macht im kaiserlichen Äthiopien. 

## Funktion
Im Mittelalter ernannte der Kaiser zwei Bitwoded, die als eine Art Stellvertreter fungierten. Während ein Bitwoded jeweils am kaiserlichen Hof verblieb, um die wichtigsten Staatsgeschäfte zu führen, begleitete der zweite Bitwoded den Kaiser auf seinen Reisen und Feldzügen. Bei kaiserlichen Beratungen hatte der Bitwoded den dritten Rang nach dem Kaiser und dem Aqabe Seat, einem der höchsten kirchlichen Würdenträger. 

## Historie
Unter Kaiser Zera Yaqob übten nach 1434 mit den Töchtern dieses Kaisers erst- und einmalig in der äthiopischen Geschichte auch Frauen die Funktion eines Bitwoded aus. Zwischen 1563 und 1597 zur Zeit des Kaisers Serse Dengel wurde der Titel des Bitwoded zeitweise nicht verliehen. Unter späteren Kaisern war der Titel des Bitwoded mit der Verwaltung der Provinz Begemdir verbunden. 

## Begriffswandlung
Um 1900 wurde aus Bitwoded ein Ehrentitel, der im Rang zwischen einem Ras und einem Dejazmach stand und besonders häufig an den Negus von Shewa verliehen wurde. Kaiser Menelik II. führte in dieser Zeit den Titel des Ras Bitwoded ein, der im Rang über dem des Ras stand und seither die Funktion des höchsten kaiserlichen Beraters ausübte.